# De Rhamův diferenciál
DeRhamův diferenciál je pojem z matematiky, přesněji z pomezí diferenciální geometrie, globální analýzy na varietách a algebraické topologie. Je základním pojmem diferenciální geometrie.

## Definice
Nechť {\displaystyle M} je diferencovatelná varieta dimenze {\displaystyle n} a {\displaystyle \Omega ^{\bullet }(M)} je vektorový prostor vnějších diferenciálních forem na {\displaystyle M}. Pak de Rhamův diferenciál {\displaystyle d=(d_{k})_{k=0}^{n}}  je systém  zobrazení {\displaystyle d_{k}:\Omega ^{k}(M)\to \Omega ^{k+1}(M)} definovaných (induktivně dle stupně formy) následovně.
Nechť {\displaystyle \alpha \in \Omega (M)} a {\displaystyle (\phi =(x^{1},\ldots ,x^{n}),U)} jsou nějaké souřadnice z atlasu {\displaystyle M}. Pak pro každý multiindex {\displaystyle I} existují hladké funkce {\displaystyle \alpha _{I}}, že {\displaystyle \alpha =\sum _{|I|=k}\alpha _{I}dx^{I}} na U, kde  
{\displaystyle dx^{I}=dx^{i_{1}}\wedge \ldots \wedge dx^{i_{k}}} a {\displaystyle I=(i_{1},\ldots ,i_{k})} a {\displaystyle i_{1},\ldots i_{k}\in \{1,\ldots ,n\}.}
De Rhamův diferenciál  {\displaystyle d\alpha }  formy {\displaystyle \alpha }   je dán předpisem 
{\displaystyle d\alpha =\sum _{|I|=k}d\alpha _{I}\wedge dx^{I},}  kde {\displaystyle d\alpha _{I}}  je de Rhamův diferenciál  funkce (0-formy) {\displaystyle \alpha _{I}}. Tento je definován přepisem {\displaystyle df=\sum _{i=0}^{n}{\frac {\partial f}{\partial x^{i}}}dx^{i}}.

## Vlastnosti
{\displaystyle d^{2}=0} nebo obšírněji {\displaystyle d_{k+1}d_{k}=0} (diferenciál).
{\displaystyle d(\alpha +r\beta )=d\alpha +rd\beta ,r\in \mathbb {R} } (linearita nad {\displaystyle \mathbb {R} }) 
{\displaystyle d(\alpha \wedge \beta )=d\alpha \wedge \beta +(-1)^{{\mbox{deg }}\alpha }\alpha \wedge d\beta } (Leibnizovo pravidlo)

## Poznámka
Diferenciální formu {\displaystyle \alpha } nazveme uzavřenou, pokud {\displaystyle d\alpha =0}.
Diferenciální formu {\displaystyle \alpha }nazveme exaktní, pokud existuje diferenciální forma {\displaystyle \beta }, že {\displaystyle d\beta =\alpha }.
Kohomologie komplexu (tzv. de Rhamova komplexu)
{\displaystyle 0\to \Omega ^{1}(M)\to ^{d}\ldots \to ^{d}\Omega ^{n-1}(M)\to ^{d}\Omega ^{n}(M)\to 0} se nazývají de Rhamovy (kohomologické) grupy.
Zajímavé tvrzení je, že tyto nezávisí na diferencovatelné struktuře hladké variety, byť d je pomocí ní definován. Platí dokonce, že v případě simpliciálních variet jsou de Rhamovy grupy dané variety izomorfní simpliciálním kohomologickým grupám definovaným kombinatoricky v rámci algebraické topologie.